# Dąbrowskie (powiat olecki)
Dąbrowskie (niem. Dombrowsken) – wieś w Polsce położona w województwie warmińsko-mazurskim, w powiecie oleckim, w gminie Olecko.
W latach 1975–1998 miejscowość należała administracyjnie do województwa suwalskiego.
Wieś początkowo nosiła podwójną nazwę: Dąbrowskie oraz Milewskie. Druga nazwa wywodziła się od nazwiska założyciela Stanisława Milewskiego (burmistrz Olecka). Założyciel wsi w roku 1562 kupił od starosty Wawrzyńca von Halle 4 włóki sołeckie lasu (bór), jednocześnie lokowano na 42 włókach wieś czynszową na prawie chełmińskim. Wolnizna dla pierwszy osadników wynosiła 10 lat. 
W XVII wieku miejscowi chłopi mieli obowiązek odrabiania szarwarku w folwarku domenialnym w Sedrankach.
Dawniej we wsi była jednoklasowa szkoła, a od roku 1911 także stacja kolejki wąskotorowej. Najbliższa poczta położona była w Babkach Oleckich. W 1938 r. wieś liczyła 333 mieszkańców. Wtedy też władze hitlerowskie zmieniły nazwę na Königsruh.